# Moimay
Moimay é uma comuna francesa na região administrativa de Borgonha-Franco-Condado, no departamento de Alto Sona. Estende-se por uma área de 6,22 km². Em 2010 a comuna tinha 238 habitantes (densidade: 38,3 hab./km²).